# Welltris
Welltris è un videogioco rompicapo pubblicato nel 1989-1991 per i computer Amiga, Amstrad CPC, Atari ST, Commodore 64, Mac OS, MS-DOS e ZX Spectrum dalla Infogrames in Europa e dalla Spectrum HoloByte in America. Nel marzo 1991 venne realizzato anche come videogioco arcade, con il titolo Alexey Pajitnov's Welltris, dalla giapponese Video System, e nel 1992 fu pubblicato per PC-98 dalla Bullet-Proof Software.
È il primo seguito ufficiale del celebre Tetris e introduce una prospettiva tridimensionale, con i pezzi che scendono lungo le pareti di una fossa quadrata vista dall'alto; il nome deriva infatti da well, "pozzo" in inglese.

## Modalità di gioco
La schermata di gioco mostra, con prospettiva tridimensionale fissa, un pozzo quadrato visto dall'alto, con le pareti e il fondo formati da una griglia di caselle quadrate, inizialmente vuota. Uno alla volta, entrano in gioco dall'orlo del pozzo dei pezzi geometrici bidimensionali simili a quelli di Tetris, formati da due o più blocchi quadrati che occupano altrettante caselle. Il pezzo attuale scende continuamente verso il fondo del pozzo e nel frattempo il giocatore lo può spostare lateralmente, girando lungo tutte le quattro pareti del pozzo, e lo può fare ruotare su sé stesso a scatti di 90°.
Arrivato in fondo, il pezzo continua a scorrere sul pavimento del pozzo, in direzione perpendicolare alla parete appena lasciata, finché non si ferma definitivamente contro la parete opposta o contro blocchi caduti in precedenza, poi si passa a un nuovo pezzo. Mentre scorre sul fondo, il giocatore non può più spostare il pezzo, ma lo può ancora ruotare.
In qualsiasi momento, premendo un tasto il giocatore può anche velocizzare caduta e scorrimento del pezzo attuale, facendolo arrivare subito a fine corsa.
L'obiettivo è formare sul fondo delle linee di blocchi ininterrotte, orizzontali o verticali, che vanno da una parete all'altra. Le linee completate scompaiono, lasciando le caselle libere, e i blocchi circostanti tendono a scorrere verso il centro del pozzo riempiendo gli spazi liberati. Si accumula punteggio sia completando le linee, sia per ogni pezzo depositato, con bonus se la caduta è stata velocizzata, in proporzione alla distanza.
Se, a causa del fondo intasato da blocchi, un pezzo si ferma quando ancora è tutto o in parte sulla parete, quella parete viene temporaneamente bloccata e cambia colore. I pezzi successivi non potranno passare su quella parete. Dopo che altri tre pezzi sono stati depositati altrove, la parete si sblocca e torna normale. Il game over avviene quando tutte le quattro pareti sono bloccate contemporaneamente, oppure nel caso più raro che su una parete si accumulino blocchi fino in cima.
Se un pezzo raggiunge il fondo mentre si trova sull'angolo tra due pareti, dove appare "piegato" tra una parete e l'altra, si divide in due pezzi: la parte che stava su ciascuna parete scorre sul fondo nella direzione perpendicolare a quella parete. Se le due parti dovessero fermarsi subito contro altri blocchi vicini, possono anche sovrapporsi e riformare un pezzo più piccolo dell'originale.
Alla destra dell'area di gioco, una parte consistente dello schermo è occupata da un'immagine decorativa ispirata all'Unione Sovietica. Anche le schermate introduttive e di contorno hanno questa tematica. L'immagine cambia (escluse le versioni su cassetta del programma) a seconda della velocità di gioco, che aumenta progressivamente durante la partita ogni volta che si elimina un certo numero di linee; al livello massimo l'immagine è un ritratto dell'autore Aleksej Pažitnov.

### Impostazioni
A inizio partita si possono impostare tre livelli di difficoltà generale, che determinano i possibili tipi di pezzi che si presenteranno casualmente:
1. pezzi composti da 2, 3 o 4 blocchi contigui
2. solo pezzi da 4 blocchi (come i tetramini di Tetris)
3. pezzi da 2, 3, 4 o 5 blocchi

In tutti i livelli esistono anche "pezzi bonus", sempre da 5 blocchi; ne compare uno prima di ogni aumento di velocità.
La velocità iniziale del gioco è regolabile su cinque livelli, indipendentemente dalla difficoltà, e si può aumentare anche a comando durante la partita. 
Il giocatore può inoltre essere aiutato opzionalmente da un indicatore di quale sarà il pezzo successivo.
I punteggi che si ottengono durante la partita aumentano in proporzione alla difficoltà, in proporzione alla velocità, e se si disabilita l'indicatore del prossimo pezzo.
Si possono impostare due tipi di controllo per lo spostamento laterale dei pezzi: a quattro direzioni, per cui si devono dare comandi (joystick o tastiera) di movimento orizzontale o verticale a seconda dell'orientamento della parete, oppure orario/antiorario, per cui si usano solo due comandi direzionali per tutte le pareti.

### Versione arcade
La versione Alexey Pajitnov's Welltris da sala giochi, derivata insolitamente da quelle per computer (mentre comunemente avveniva il contrario), si distingue sostanzialmente da tutte le altre, in particolare per la presenza della modalità multigiocatore. In questa modalità, due giocatori controllano simultaneamente i propri pezzi in un unico pozzo, ciascuno limitatamente a due delle quattro pareti. Il volantino statunitense menziona anche una macchina dedicata per fino a 4 giocatori, la cui esistenza non è confermata.
Un'altra differenza principale è che quando un pezzo si ferma sopra una parete, anziché il blocco della parete, avviene un abbassamento di tutto l'orlo del pozzo. Lo spazio perduto può essere riguadagnato eliminando linee. La sconfitta avviene se i pezzi si accumulano fino all'orlo.
Non sono presenti le grandi immagini decorative accanto al pozzo, ma c'è una piccola caricatura animata di Aleksej Pažitnov.

## Sviluppo
Welltris venne realizzato originariamente per MS-DOS dall'ideatore di Tetris, Aleksej Leonidovič Pažitnov, insieme ad Andrei Snegov, per conto dell'azienda sovietica Doka di Zelenograd. La Doka propose al già ben noto Pažitnov di radunare una squadra e realizzare liberamente alcuni giochi, che l'azienda avrebbe tentato di commercializzare; Pažitnov ne ideò e realizzò quattro, tra cui Welltris. All'epoca la Doka lavorava solo con il mercato occidentale per quanto riguarda i videogiochi, e i suoi partner occidentali localizzarono il programma per MS-DOS e lo convertirono per le altre piattaforme.
Welltris fu concesso in licenza alla Bullet-Proof Software (BPS), che a sua volta lo concesse alla Spectrum HoloByte, allora una divisione della Sphere Inc., che adattò le prime versioni pubblicate, per MS-DOS, Mac OS e Amiga. Le successive conversioni per il mercato europeo furono affidate alla Infogrames. Lo sviluppo della versione Atari ST in particolare è accreditato alla Creative Materials Ltd. (ex Binary Design) e lo sviluppo di quelle a 8 bit (Amstrad, C64, Spectrum) principalmente a programmatori ungheresi; solo nel caso del Commodore 64 è accreditata anche l'azienda ungherese Novotrade.
Per quanto riguarda l'ideazione del gioco, Pažitnov racconta che, dopo il grande successo di Tetris, gli veniva spesso suggerito di creare un nuovo Tetris più complesso, che si svolgesse in tre dimensioni. A Pažitnov però un vero meccanismo in 3D sembrava troppo complicato per la mente del giocatore, con il rischio di diventare lento e noioso. Pensò allora di mescolare l'effetto 3D grafico con una meccanica di gioco 2D che si svolge sulle pareti.

## Accoglienza
Secondo lo stesso Aleksej Pažitnov, il successo di Welltris fu moderato perché il gioco era complicato e, nella versione MS-DOS, limitato alla grafica EGA, già datata; infatti secondo lui il gioco scomparve con essa, sebbene sopravvisse un po' più a lungo in Giappone come arcade multigiocatore. 
A ogni modo Welltris ricevette molte recensioni positive dalla critica, più o meno in tutte le versioni, tra cui una "medaglia d'oro" di gioco del mese della rivista Zzap! (versione Commodore 64).
Nel 1990 vinse il premio annuale Excellence in Software Awards della Software Publishers Association statunitense nella categoria miglior gioco d'azione/arcade.
Secondo la casa produttrice Doka, Welltris complessivamente vendette 400 000 copie fino al 1995.
Welltris poteva essere messo a confronto con Blockout, gioco simile uscito nello stesso periodo, ma strategicamente molto diverso, con pezzi e meccaniche effettivamente tridimensionali.
Tra i cloni di Welltris si ricordano Welltrix, in pubblico dominio per Amiga (1990), e XWelltris, open source per vari sistemi operativi (2003).